# Gosick
Gosick (Nhật: ゴシック Hepburn: Goshikku, cách điệu thành   'GOSICK'  , bắt nguồn từ gothic) là một bộ light novel viết bởi Kazuki Sakuraba, Hinata Takeda minh họa. Bộ truyện bao gồm 13 cuốn tiểu thuyết do Fujimi Shobo xuất bản từ tháng 12 năm 2003 đến tháng 7 năm 2011. Lấy bối cảnh ở một quốc gia hư cấu ở châu Âu vào năm 1924, một sinh viên du học từ Nhật Bản gặp một cô gái bí ẩn. Anh trai cô, một thám tử, dựa vào sự thông minh của cô để phá những vụ án khó giải quyết. Tokyopop đã phát hành hai cuốn tiểu thuyết đầu tiên bằng tiếng Anh ở Bắc Mỹ. Chuyển thể manga do Sakuya Amano vẽ đã được đăng dài kỳ trên tạp chí Monthly Dragon Age của Fujimi Shobo. Một bộ anime chuyển thể gồm 24 tập của Bones được phát sóng từ tháng 1 đến tháng 7 năm 2011. Một tuyển tập các câu chuyện phụ có tựa đề GosickS đã được xuất bản từ năm 2005 đến năm 2011, và một bộ tiểu thuyết phần tiếp theo có tên Gosick New Continent được phát hành từ năm 2013 đến năm 2016.

## Cốt truyện
Năm 1924 tại một quốc gia châu Âu hư cấu nhỏ, nói tiếng Pháp; trải dài từ Thụy Sĩ, qua dãy Alps giữa Pháp và Ý, đến Biển Địa Trung Hải. Đất nước này được gọi là "Sauville" trong bản dịch tiếng Anh của light novel và "Saubureme" là thủ phủ của Sauville trong anime. Câu chuyện xoay quanh Kazuya Kujo, con trai thứ ba của một sĩ quan cấp cao của Quân đội Đế quốc Nhật Bản, là học sinh du học đến Học viện St. Marguerite, nơi đây lưu truyền những truyền thuyết đô thị và những câu chuyện kinh dị. Ở đó, cậu gặp Victorique de Blois, một cô gái bí ẩn nhưng xinh đẹp và rực rỡ, không bao giờ đến lớp và dành cả ngày để đọc sách của thư viện hoặc giải quyết những bí ẩn mà ngay cả thám tử cũng không thể hiểu được. Các tập đầu chủ yếu tập trung vào việc Kazuya và Victorique tham gia vào các vụ án tội phạm và phá án chúng, đồng thời làm quen với những người khác nhau và với nhau. Những tập sau, câu chuyện tiếp tục đào sâu vào quá khứ Victorique.
Phần tiếp theo của nó, Gosick New Continent, diễn ra vào năm 1931 tại thành phố New York, Victorique và Kazuya kết hôn và sở hữu một cơ quan thám tử nhỏ. Cha của Kazuya không chấp nhận cuộc hôn nhân của cậu với Victorique, vì vậy họ đã trốn sang Hoa Kỳ để ở cùng với sự giúp đỡ của chị gái Ruri. Chiến tranh Thế giới giờ đã kết thúc, nhưng hòa bình không giữ được lâu vì có một bọn khác tìm cách hãm hại Victorique.

## Nhân vật

### Nhân vật chính
Victorique de Blois (ヴィクトリカ・ド・ブロワ Vikutorika do Burowa, phát âm tiếng Pháp: [viktɔʁik də blwa])
Lồng tiếng bởi: Chiwa Saito (Drama CD), Aoi Yuuki (Anime)
Victorique là một cô gái nhỏ nhắn (trong tiểu thuyết là 140 cm, 4'7 "), giống như búp bê, với mái tóc vàng dài và đôi mắt màu ngọc lục bảo và giọng nói già dặn. Cô là một tsundere điển hình. Victorique thường dùng chiếc tẩu hút thuốc bằng sứ vốn rất cần thiết khi cô muốn tập trung suy nghĩ. Cô ấy dành cả ngày trong nhạc viện ở trên cùng của thư viện, đọc sách bằng các ngôn ngữ khác nhau. Cô nói với Kazuya rằng cô đã đọc hầu hết tất cả các cuốn sách ở đó. Cùng với cách ăn nói sắc bén, sự thẳng thừng khó chịu và thái độ lập dị, cô ấy sở hữu một trí tuệ cấp độ thiên tài. Cô chuyên giải quyết những tội ác và những lời buộc tội sai trái. Nhưng dù là người phá án, công lao sẽ nhận về Det. Grevil de Blois, để che giấu sự tham gia của Victorique. Sau khi Victorique cứu Kazuya khỏi một vụ bắt giữ, Kazuya thấy mình bị cuốn vào mọi bí ẩn mới xảy ra. Bởi vì mẹ cô, Cordelia Gallo, là một tình nhân, và theo Victorique là "một người nguy hiểm", cô đã bị giam giữ trong sâu thẳm của biệt thự de Blois. Cô được phép đến trường và không bao giờ được rời khỏi khuôn viên trường vì lệnh của cha. Chỉ trong những trường hợp đặc biệt, cô ấy mới được phép rời đi, thường là Grevil đã xin phép gia đình. Lần đầu tiên gặp Kazuya, cô không thích cậu và nghĩ rằng cậu ta thật phiền phức và ngu ngốc khi leo lên tất cả các cầu thang trong thư viện. Cô thậm chí còn phớt lờ và trêu đùa cậu, nhưng dần dần cảm thấy ấm áp và bắt đầu tin tưởng và yêu mến Kazuya. Mặc dù cư xử thô bạo với Kazuya, nhưng rõ ràng là cô rất quan tâm đến cậu. Trong cuốn tiểu thuyết tập 1 chương 1, cô ấy nói với Kazuya "Năm giác quan của tôi đang ở trong tình trạng cảnh giác cao độ, thu thập những mảnh vỡ của sự hỗn loạn từ thế giới xung quanh tôi. Nguồn kiến thức bên trong tôi đùa giỡn với chúng vì sự nhàm chán tuyệt đối, tái tạo lại chúng. Tôi có thể diễn đạt lại điều này; thường thì tôi không thể bị làm phiền và im lặng. " Cô thường phàn nàn về việc buồn chán là căn nguyên của những cơn đau đầu của cô. Trong anime, Victorique còn được mọi người gọi với cái tên "Tiên vàng trên tháp cao", "Sói xám" và ở cuối truyện là "Quái vật quyến rũ" từ bản dịch tiếng Pháp; tất cả tên gọi đều lấy từ những sinh vật của truyện dân gian.
Sau những sự kiện ở Sauville trong chiến tranh, mái tóc vàng của Victorique chuyển bạc và đoàn tụ với Kazuya vào năm 1929 khi cậu trở về Nhật Bản sau chiến tranh. Tiếp nối cuốn tiểu thuyết, sau đó họ chuyển đến Hoa Kỳ và mở Cơ quan Thám tử Sói Xám, kết hôn vào năm 1934 sau các sự kiện của Gosick New Continent.
Tên của Victorique được đánh vần là "Victorica" trên trang web chính thức của Gosick, có thể là cách viết phiên âm. Tên của cô được đánh vần là "Victorique" trong hai cuốn tiểu thuyết đầu tiên (bản dịch tiếng Anh) và trong tập 9 của anime. Hầu như quốc gia Sauville, học viện và de Blois đều nói tiếng Pháp. Trong tiểu thuyết, người ta lưu ý rằng tên Victorique của cô thường là của đàn ông, vì Avril ban đầu không tin rằng Victorique là một nữ sinh khi nghe lời đồn đại.
Kazuya Kujo (久城 一弥 Kujō Kazuya)
Lồng tiếng bởi: Miyu Irino (Drama CD), Takuya Eguchi (Anime)
Là con trai út của một người lính, phần lớn cuộc đời Kazuya để vật lộn sống trong cái bóng của những người anh chị em rất thành đạt của mình. Ghen tị với sự ưu ái của cha với các anh em, cậu học hành chăm chỉ để cạnh tranh, nhưng mọi thứ đã thay đổi khi cậu hiểu rằng người lớn nghĩ rằng đứa con út luôn hư hỏng và vô dụng, sẽ không bao giờ công nhận những nỗ lực của cậu. Với vết sẹo vĩnh viễn trong tim, cậu rời học viện quân sự ở Nhật Bản và trước khi bất cứ ai từ gia đình có thể ngăn cản, cậu đã đi du học tại St. Marguerite. Thật không may, mái tóc đen và đôi mắt nâu sẫm cùng với truyền thuyết lưu truyền trong trường nói rằng "người du hành đến vào mùa xuân mang theo cái chết" làm Kazuya bị gọi là "Thần chết Đen" bởi phần lớn học sinh e ngại và mê tín, và không ai làm bạn với cậu. Sau đó cậu trở thành người đưa tin và đồng hành với cô học sinh lập dị nhất trường, Victorique. Lúc đầu cậu không thích Victorique vì thái độ kiêu ngạo và tàn bạo của cô, nhưng sau thời gian ở bên cô, cậu bắt đầu thực sự quan tâm và bảo vệ cô. Cậu sẵn sàng mạo hiểm tính mạng của mình để bảo vệ Victorique trong nhiều hơn một lần. Victorique mô tả cậu là một người tốt và chân thành, có tâm hồn trong sáng và đẹp đẽ đến mức khiến người ta phải tự hào. Mặc dù tự nhận rằng mình có thành tích học tập xuất sắc sánh ngang với các anh trai của mình, nhưng cậu rất đặc biệt và chậm chạp, mặc dù cậu có trí nhớ nhạy bén đối với các chi tiết của vụ án. Bất chấp tất cả những gì đã xảy ra, cậu vẫn tự hào là con trai của một người lính
Sau khi Chiến tranh thế giới thứ hai bắt đầu, Kazuya trở thành thông dịch viên cho quân đội Nhật Bản nhờ kiến thức về ngôn ngữ của mình. Cậu bị giam và bị thương vĩnh viễn ở chân (trong anime, cậu trở thành một người lính và không bị thương), cậu trở lại đoàn tụ với Victorique vào năm 1929. Trong Gosick New Continent, Victorique và Kazuya chuyển đến New York và mở Cơ quan Thám tử Sói Xám, mặc dù Kazuya cũng tìm được công việc tay trái là phóng viên tập sự cho tờ báo lá cải Daily Road. Họ kết hôn vào năm 1934.

### Các nhân vật khác
Grevil de Blois (グレヴィール・ド・ブロワ Gurevīru do Burowa)
Lồng tiếng bởi: Takehito Koyasu (Drama CD), Hidenobu Kiuchi (Anime)
Grevil là một quý tộc đã buộc cảnh sát địa phương phải chỉ định anh làm thám tử chỉ vì anh ta có hứng thú với tội phạm. Anh có kiểu tóc giống như mũi khoan mà Kazuya tin rằng đó là một vũ khí chết người. Trong light novel, anh ta hút một cái tẩu giống như của Victorique. Điều này không có trong anime. Là một thám tử tồi, anh dựa vào Victorique để giải quyết các vụ án của mình. Mặc dù vậy, không ai biết về cô vì cô bị cấm không cho công chúng biết đến.
Grevil là anh trai cùng cha khác mẹ với Victorique; Hầu tước Albert du Blois. Mẹ của Grevil là vợ của Albert trong khi mẹ của Victorique là vợ lẻ. Anh yêu người bạn thời thơ ấu của mình Jacqueline. Thật không may, lúc đó cô ấy đã có gia đình. Grevil, với sự giúp đỡ từ Victorique, đã giải quyết một vụ án và trắng án cho Jacqueline về một cáo buộc về tội giết người. Anh trông có vẻ hạnh phúc, nhưng đó chẳng qua là cái vỏ để chôn vùi quá khứ đau buồn của mình, bao gồm cả việc mất Jacqueline và không thể thể hiện sự quan tâm của mình dành cho em gái một cách công khai.
Trong tập 10 tiết lộ, kiểu tóc giống mũi khoan gây sốc là cái giá mà anh phải trả cho việc nhờ vả Victorique trong vụ án của Jacqueline, và rằng nếu Victorique muốn làm cho cuộc sống của anh trầm luân đau khổ, thì cô ấy nên yêu cầu anh ấy ngừng yêu Jacqueline thay vì đơn thuần là yêu cầu anh ta để một kiểu tóc kỳ cục như vậy. Ban đầu anh ấy để một kiểu tóc dài quyến rũ, và ở phần cuối của bộ truyện, anh đã khôi phục lại kiểu tóc cũ này.
Gosick New Continent cho biết sau Thế chiến II, Grevil bỏ việcvà trở thành một diễn viên.
Avril Bradley (アブリル・ブラッドリー Aburiru Buraddorī)
Lồng tiếng bởi: Tomoko Kawakami (Drama CD), Noriko Shitaya (Anime)
Một sinh viên quốc tế đến từ Vương quốc Anh. Bởi vì cô ấy và Kazuya đều là học sinh nước ngoài, họ nhanh chóng tìm thấy điểm chung và có thể thoải mái nói chuyện. Cô ấy là một cô gái xinh đẹp với mái tóc ngắn vàng và đôi mắt xanh và cô ấy có tình cảm với Kazuya. Cô ấy cũng thích ăn và thích những câu chuyện ma. Qua cuốn tiểu thuyết đầu tiên, cô chưa gặp Victorique.
Trong anime, Avril Bradley thật đã bị bắt cóc trên đường đến học viện và bị thay thế bởi Keiran II, người kế vị của tên trộm nổi tiếng Keiran, người đã biến mất một cách bí ẩn tám năm trước. Tên trộm này mong muốn tiếp tục trộm cắp bằng cách đánh cắp các tác phẩm vô giá của các nghệ sĩ và nhà văn nổi tiếng, v.v., và một con tem hiếm mà ông của Avril, một nhà thám hiểm nổi tiếng, đã định tặng cho cô. Cô ấy đã được Kujo cứu, và sau đó trong văn phòng y tá nói rằng cô ấy nghĩ anh ấy là một "hoàng tử tóc đen". Trớ trêu thay, vì tên trộm biết chi tiết về Avril thật và là một kẻ mạo danh rất giỏi, không khó để Kazuya có thể tái thiết tình bạn với Avril thật, cô thậm chí đã nảy sinh tình cảm với cậu, nhưng rất khó để tiếp cận cậu do sự thân thiết của cậu với Victorique. Trong tập 14, cô ấy đã thú nhận tình yêu của mình dành cho Kujo với Victorique nhưng Victorique đã bỏ đi và không hề nghe cô nói.
Cecile Lafitte (セシル・ラフィット Seshiru Rafitto)
Lồng tiếng bởi: Yui Horie (Drama CD), Yui Kano (Anime)
Một giáo viên trong Học viện St. Marguerite. Cô ấy dạy lớp của Kazuya, Avril (và Victorique). Một người phụ nữ nhỏ nhắn với khuôn mặt trẻ thơ, mái tóc nâu bồng bềnh và cặp kính tròn to. Cô giao nhiệm vụ cho Kazuya mang tài liệu của lớp cho Victorique, và cô là người đầu tiên đưa Kazuya và Victorique đến với nhau. Cô ấy sợ ma và dễ bị ngất trong những tình huống siêu nhiên kỳ lạ.
Brian Roscoe (ブライアン・ロスコー Buraian Rosukō)
Lồng tiếng bởi: Tōru Ōkawa (Anime)
Một pháp sư nổi tiếng mà Kujo thường xuyên gặp phải. Sau khi Victorique chứng minh sự vô tội của Cordelia Gallo, anh đứng bên Cordelia nói rằng rằng "tội lỗi" của Victorique đã bị thiêu rụi cùng với cây cầu duy nhất nối ngôi làng của Sói Xám với thế giới bên ngoài. Trong Chiến tranh thế giới thứ nhất, anh ta dùng phép của mình như nhà ảo thuật, cùng với một chiếc đèn lồng ma thuật, để cản một cuộc ném bom của Đức vào tu viện "Beelzebub's Skull" ở Lithuania - một hình chiếu khổng lồ của Đức Mẹ Đồng trinh. Anh là người đã giúp Cordelia thoát khỏi nhà điều dưỡng mà cô đã bị Albert để lại sau khi sinh Victorique. Kể từ đó họ hợp tác chống lại ý định của Marquis.
Brian là một cặp sinh đôi giống hệt nhau có cùng ngoại hình và tên gọi. Cả hai đều quan tâm sâu sắc đến Cordelia, nhưng một người trong những cặp song sinh coi thường Victorique vì sự ra đời của cô đã ngăn cản Cordelia đáp lại những tình cảm đó.
Cordelia Gallo (コルデリア・ギャロ Koruderia Gyaro)
Lồng tiếng bởi: Miyuki Sawashiro (Anime)
Mẹ của Victorique, người đến từ "Ngôi làng của những con sói xám" huyền thoại, một thị trấn hẻo lánh (sau này được già làng tuyên bố là một vương quốc độc lập nhỏ), nơi sinh sống của những người đều sở hữu các đặc tính thể chất và tinh thần giống nhau - ngắn tầm vóc, nước da trắng ngần, tóc vàng, mắt xanh, trí tuệ cực cao. Nó cũng cho thấy rằng họ phát triển khả năng nhận thức trước khi về già. Cô ấy bị trục xuất khỏi thị trấn sau khi bị buộc tội giết người, và không ai biết cô ấy ở đâu cho đến khi Victorique cố gắng chứng minh sự vô tội của cô, khi cô đứng cạnh Brian Roscoe.
Cordelia rất giống con gái, cùng với vóc dáng thấp bé khiến Kujo nhầm Cordelia với Victorique. Cordelia không hề có bất kỳ mối quan hệ nào với cha của Victorique, Hầu tước Albert de Blois; Trên thực tế, Marquis đã bắt cóc, hãm hiếp và giam cầm cô trong suốt thời gian mang thai với mục đích duy nhất là mang thai Victorique - một đứa trẻ có trí tuệ Sói Xám mà ông ta có thể sử dụng cho mục đích của riêng mình. Ngay sau khi cô sinh Victorique, Hầu tước đưa Cordelia vào một viện điều dưỡng, nơi cô ở cho đến khi được Roscoe giải thoát. Bất chấp hoàn cảnh ra đời của Victorique, Cordelia vô cùng yêu thương con gái mình và luôn dõi theo cô bé, thậm chí còn đến thăm cô bé để giao mặt dây chuyền có hình cho dù có nguy cơ bị bắt giữ.
Marquis Albert de Blois (アルベール・ド・ブロワ侯爵 Arubēru do Burowa Kōshaku)
Lồng tiếng bởi: Takayuki Sugō (Anime)
Hầu tước Albert de Blois là "Bộ trưởng của những điều huyền bí" của Sauville, nhân vật phản diện chính và là cha của Grevil và Victorique. Ông giám sát Victorique và yêu cầu Grevil theo dõi cô. Ấn tượng với những mánh khóe của Leviathan để thao túng nhà vua và hoàng hậu của Sauville, ông đã đề nghị bảo vệ anh để đổi lấy việc tạo ra một đội quân Homunculus. Trong những giây phút cuối cùng của Leviathan, anh khuyên Albert giao phối với một người phụ nữ có sức mạnh phi thường để sinh ra một đứa trẻ có khả năng đạt được mục đích. Theo gợi ý này, Albert sau đó bắt cóc và cưỡng hiếp Cordelia Gallo để đẻ Victorique. Ông không xem Victorique như con gái của mình, coi cô như một công cụ đơn thuần. Theo ông, việc Victorique được thụ thai và nuôi dạy là một phần trong kế hoạch giành quyền lực ở Sauville bất chấp một cơn bão sắp tới sẽ nhấn chìm toàn bộ thế giới. Có thể hiểu rằng sự kiện được đề cập là Chiến tranh thế giới thứ hai bắt đầu hơn một thập kỷ trước cuộc chiến thực của nó.
Nhờ những nỗ lực của Victorique, Albert đã có được thông tin quý giá để lật đổ kẻ thù chính của mình trong chính phủ, Bộ trưởng Bộ Khoa học, Jupiter Roget và tống tiền Nhà vua để ông trở thành Thủ tướng. Ông cũng gây sự nổi tiếng cho mình bằng cách làm cho mọi người tin rằng con gái ông là sinh vật huyền thoại "Monstre Charmant". Kế hoạch bị hủy hoại khi Cordelia tìm cách để Victorique trốn thoát với sự giúp đỡ của Brian Roscoe, vạch trần âm mưu của Albert. Trong light novel, điều này khiến ông bị bắt và bị chính phủ đuổi việc, trong khi trong anime, Cordelia cuối cùng đã giết ông trước khi bị một trong những nữ vệ sĩ của gã giết chết.

## Phương tiện truyền thông

### Light novels
Gosick là một bộ light novel được viết bởi Kazuki Sakuraba, với hình ảnh minh họa của Hinata Takeda. Fujimi Shobo và Kadokawa Shoten đã xuất bản 13 tập từ ngày 10 tháng 12 năm 2003 đến ngày 23 tháng 7 năm 2011; chín phần bao gồm câu chuyện chính, trong khi bốn phần còn lại dưới tiêu đề GosickS là bộ tuyển tập các câu chuyện nhỏ. Tập GosickS đầu tiên trước tập đầu tiên của Gosick, GosickS II nằm giữa Gosick IV và Gosick V, và GosickS III diễn ra sau Gosick VI. Một bộ truyện mới có tựa đề Gosick New Continent bắt đầu vào ngày 25 tháng 12 năm 2013, theo sau Kazuya và Victorique vào năm 1931 sau khi họ chuyển đến Bắc Mỹ theo các sự kiện của câu chuyện chính.
Tokyopop phát hành cuốn tiểu thuyết đầu tiên bằng tiếng Anh vào tháng 4 năm 2008  và lần thứ hai vào tháng 3 năm 2010. Nó cũng được xuất bản tại Đức bởi Tokyopop.

#### Gosick
| # | Nhan đề | Phát hành chính ngữ              | Phát hành tiếng Việt         |
| - | --- | -------------------------------- | ---------------------------- |
| 1 | Gosick GOSICK -Goshikku- (GOSICK –ゴシック–)                                                                                    | December 15, 2003 4-8291-6229-5  | April 8, 2008 978-1427805690 |
| 2 | Gosick II: The Crime That Has No Name GOSICK II -Goshikku – Sono Tsumi wa Na mo Naki- (GOSICK II –ゴシック・その罪は名もなき–)  | May 15, 2004 4-8291-6254-6       | March 1, 2010 978-1427805706 |
| 3 | Gosick III: Beneath the Blue Rose GOSICK III -Goshikku – Aoi Bara no Shita de- (GOSICK III –ゴシック・青い薔薇の下で–)          | October 15, 2004 4-8291-6273-2   | -                            |
| 4 | Gosick IV: A Fool Represents the Case GOSICK IV -Goshikku – Gusha wo Daiben seyo- (GOSICK IV –ゴシック・愚者を代弁せよ–)        | January 15, 2004 4-8291-6288-0   | -                            |
| 5 | Gosick V: Beelzebub's Skull -Goshikku – Beruzebubu no Zugai- (GOSICK V –ゴシック・ベルゼブブの頭蓋–)                            | December 15, 2005 4-8291-6328-3  | -                            |
| 6 | Gosick VI: Night of the Masquerade GOSICK VI -Goshikku – Kamen-Butōkai no Yoru- (GOSICK VI –ゴシック・仮面舞踏会の夜–)          | December 15, 2006 4-8291-6375-5  | -                            |
| 7 | Gosick VII: The Rose-coloured Life GOSICK VII -Goshikku – Barairo no Jinsei- (GOSICK VII –ゴシック・薔薇色の人生–)              | March 25, 2011 978-4-04-428115-1 | -                            |
| 8 | Gosick VIII (1): Twilight of the Gods GOSICK VIII Jou -Goshikku – Kamigami no Tasogare- (GOSICK VIII 上 –ゴシック・神々の黄昏–) | June 25, 2011 4-04-428121-1      | -                            |
| 9 | Gosick VIII (2): Twilight of the Gods GOSICK VIII Ge -Goshikku – Kamigami no Tasogare (GOSICK VIII 下 –ゴシック・神々の黄昏–)   | July 25, 2011 4-04-428124-6      | -                            |

#### GosickS
- GosickS: The Reaper Comes in the Spring (GOSICKS –ゴシックエス・春来たる死神– GOSICKS -Goshikku Esu – Haru Kitaru Shinigami-?) ISBN 4-8291-6310-0
- GosickS II: Summer from the Disappearing Train (GOSICKS II –ゴシックエス・夏から遠ざかる列車– GOSICKS II -Goshikku Esu – Natsu kara Tōzakaru Ressha-?) ISBN 4-8291-6352-6
- GosickS III: Memories of an Autumn Flower (GOSICKS III –ゴシックエス・秋の花の思い出– GOSICKS III -Goshikku Esu – Aki no Hana no Omoide-?) ISBN 978-4-8291-6387-0
- GosickS IV: Winter of Sacrifices (GOSICKS IV –ゴシックエス・冬のサクリファイス– GOSICKS IV -Goshikku Esu – Fuyu no sakurifaisu-?) ISBN 978-4-04-428119-9

#### Gosick New Continent
- Gosick RED ISBN 978-4-04-110640-2 December 25, 2013
- Gosick BLUE ISBN 978-4-04-102354-9 November 29, 2014
- Gosick PINK ISBN 978-4-04-103646-4 November 30, 2015
- Gosick GREEN ISBN 978-4-04-104596-1 December 2, 2016

### Manga
Một chuyển thể từ manga, do Amano Sakuya minh họa, đã được đăng dài kỳ trên tạp chí Monthly Dragon Age của Fujimi Shobo từ số ra tháng 1 năm 2008 đến tháng 5 năm 2012. Fujimi Shobo đã xuất bản tám tập tankōbon từ ngày 9 tháng 7 năm 2008 đến ngày 9 tháng 6 năm 2012.

#### Danh sách
| # | Ngày phát hành Japanese | ISBN Japanese  |
| - | ----------------------- | -------------- |
| 1 | July 9, 2008            | 978-4047125582 |
| 2 | November 10, 2008       | 978-4047125773 |
| 3 | August 9, 2009          | 978-4047126152 |
| 4 | January 9, 2010         | 978-4047126442 |
| 5 | November 9, 2010        | 978-4047126930 |
| 6 | February 9, 2011        | 978-4047127104 |
| 7 | September 8, 2011       | 978-4047127456 |
| 8 | June 9, 2012            | 978-4047127944 |

### Drama CD
A drama CD based on the first volume of GosickS, was released on April 21, 2006.

### Anime
Gosick đã được Bones chuyển thể thành anime truyền hình dài 24 tập dưới sự chỉ đạo của Hitoshi Nanba và giám sát kịch bản của Mari Okada. Bộ phim được phát sóng trên TV Tokyo từ ngày 8 tháng 1 đến ngày 2 tháng 7 năm 2011. Tuy nhiên, việc phát sóng tập 11 trở đi đã bị ảnh hưởng bởi trận động đất và sóng thần Tōhoku năm 2011. Loạt phim đã được phát sóng bởi Crunchyroll với phụ đề tiếng Anh. Chủ đề mở đầu là "Destin Histoire" của Risa Yoshiki và được phát hành vào ngày 2 tháng 3 năm 2011. Trong 12 tập đầu tiên, chủ đề kết thúc là "Resuscated Hope" của Lisa Komine và được phát hành vào ngày 27 tháng 4 năm 2011. Từ tập 13-24, chủ đề kết thúc là "Unity", cũng của Lisa Komine. Bandai Entertainment đã cấp phép cho anime, nhưng sau đó đã hủy bỏ việc phát hành Gosick. Madman Entertainment đã cấp phép cho loạt phim ở Úc và New Zealand và đang phát hành DVD chỉ có phụ đề cho đến khi có phiên bản lồng tiếng. Funimation đã cấp phép cho bộ truyện ở Bắc Mỹ và phát hành nửa đầu của bộ truyện dưới dạng gói kết hợp Blu-ray và DVD vào ngày 30 tháng 5 năm 2017 với bản lồng tiếng Anh.